# Epipleoneura venezuelensis
Epipleoneura venezuelensis, popularmente chamada libélula, é uma espécie de artrópode odonato da família dos protoneurídeos (Protoneuridae) e do gênero Epipleoneura.

## Etimologia
O nome vernáculo libélula deriva do latim científico libellula, diminutivo do latim clássico libēlla, -ae, com o sentido de "prumo", "nível" ou "moeda de prata", por sua vez derivado do diminutivo de libra, -ae, que significa "balança". O nome faz alusão ao voo do inseto, que se mantém equilibrado no ar, pairando. Foi registrado em 1899 sob a forma libéllula.

## Descrição
Epipleoneura venezuelensis integra um grupo extenso de espécies com cerco de morfologia semelhante. O ramo dorsal do cerco é mais curto que o segmento abdominal 10 (S10), direcionado para trás e ligeiramente para cima, com seção transversal arredondada e um gancho apical. Já o ramo ventral é pouco desenvolvido, de forma arredondada ou levemente alongada. A diferenciação entre as espécies desse grupo baseia-se principalmente na morfologia do epiprocto, da lígula genital e da estrutura basal interna do cerco. O cerco do macho é similar ao de E. capilliformis, com um ramo basal interno bem desenvolvido, cujo ápice se projeta posteriormente e pode ou não alcançar a linha média de S10. No entanto, o epiprocto de E. venezuelensis é único, distinguindo-se de todas as outras espécies descritas: possui dois lobos apicais curtos e arredondados e dois lobos laterais voltados ventralmente, formando um ângulo de 45º com o corpo do epiprocto. A lígula genital se assemelha à de E. capilliformis e espécies próximas, mas o ápice do terceiro segmento exibe uma ampla fenda em V, com cantos laterais triangulares voltados lateralmente - menos agudos e menos direcionados anteriormente do que em E. capilliformis. Nas fêmeas de E. venezuelensis, a margem posterior do pronoto apresenta uma projeção medial larga, enquanto a margem anterior exibe uma concavidade profunda e ampla.

## Distribuição e habitat
Epipleoneura venezuelensis apresenta ampla distribuição no Brasil, sendo registrada nos estados de Acre, Amapá, Bahia, Goiás, Maranhão, Mato Grosso, Mato Grosso do Sul, Minas Gerais, Paraná, Pará, Rio de Janeiro, Rondônia e São Paulo. Também ocorre na Venezuela, Equador, Colômbia, Bolívia e Argentina (entre 11 e 820 metros). Em termos hidrográficos, está presente nas sub-bacias do Araguaia, do Contas, do Doce, da foz do Amazonas, do Grande, do Itapecuru, do litoral do Rio de Janeiro, do Madeira, do Paraguai 01 e 03, do Paranapanema, do Paranaíba, do Paraná RH1, do Paraíba do Sul, do Purus, do Médio São Francisco, do Tietê, do Baixo Tocantins e do Xingu. Os adultos habitam pequenos riachos e rios situados em florestas de várzea, geralmente com margens densamente cobertas por arbustos. Costumam voar próximos à superfície da água e pousar em áreas sombreadas, sob a vegetação pendente.

## Conservação
Epipleoneura venezuelensis foi classificado como pouco preocupante (LC) pela União Internacional para a Conservação da Natureza (UICN), dada sua ampla distribuição e falta de ameaças significativas. Em 2018, foi classificada como pouco preocupante no Livro Vermelho da Fauna Brasileira Ameaçada de Extinção do Instituto Chico Mendes de Conservação da Biodiversidade (ICMBio).

### Áreas de conservação
Em sua área de distribuição, a espécie ocorre em diversas áreas protegidas:
- Reserva Extrativista Chico Mendes (Resex Chico Mendes)
- Área de Proteção Ambiental Piracicaba Juqueri-Mirim Área I (APA Piracicaba Juqueri-Mirim Área I)
- Área de Proteção Ambiental Bacia do Rio Pandeiros (APA Bacia do Rio Pandeiros)
- Área de Proteção Ambiental da Chapada dos Guimarães (APA Chapada dos Guimarães)
- Área de Proteção Ambiental do Rio Guandu (APA Rio Guandu)
- Estação Ecológica Jataí (ESEC Jataí)
- Floresta Estadual Edmundo Navarro de Andrade (FES Edmundo Navarro de Andrade)
- Parque Estadual do Rio Doce (PE Rio Doce)
- Parque Estadual Pau Furado (PE Pau Furado)
- Reserva Particular do Patrimônio Natural Fazenda Arco-Íris (RPPN Fazenda Arco-Íris)
- Reserva Particular do Patrimônio Natural Jornalista Antenor Novaes (RPPN Jornalista Antenor Novaes)
- Reserva Particular do Patrimônio Natural Reserva Ecológica da Mata Fria (RPPN Mata Fria)